# بله‌ای

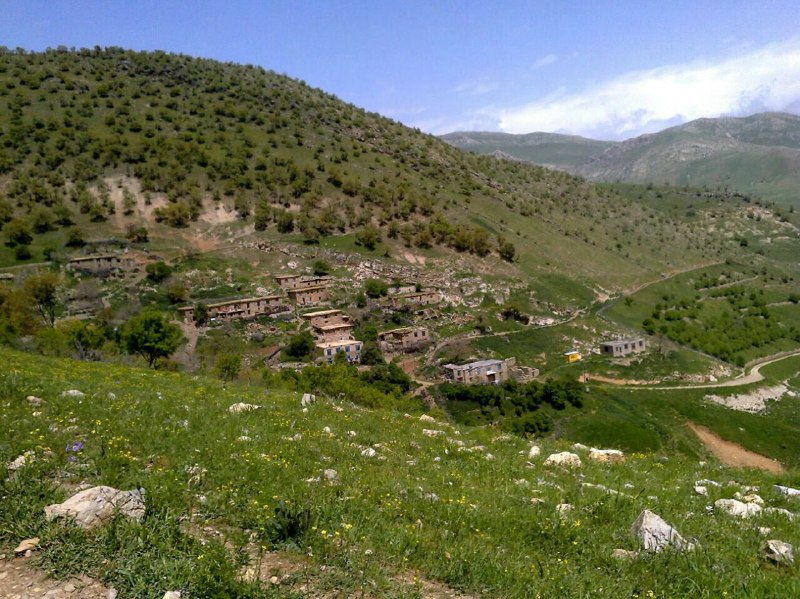
دورنمایی از روستای بله ای که تقریباً خالی از سکنه شده است در سال ۱۳۹۶

بله‌ای یا بلئی، روستایی از توابع بخش باینگان شهرستان پاوه در استان کرمانشاه ایران است. این روستا در مجاورت روستای ساتیاری و شهر بانه‌وره قرار دارد.

## جمعیت
این روستا در دهستان شیوه‌سر قرار دارد و براساس سرشماری مرکز آمار ایران در سال ۱۳۸۵، جمعیت آن ۲۹ نفر (۷خانوار) بوده است. در سال ۱۳۹۵ جمعیت این روستا زیر سه خانوار بوده است.

## پیشینه
در سال ۱۳۲۹ بلئی دهی از دهستان جوانرود بخش پاوهٔ شهرستان سنندج با جمعیت ۱۱۰ نفر بود. آب این ده از چشمه، و محصول آن غلات، لبنیات و توتون بود.